# Praia do Monduba
A Praia do Monduba está localizada dentro das instalações do Forte dos Andradas no município do Guarujá, onde atualmente abriga a 1ª Brigada de Artilharia Antiaérea, Quartel-General do Exército Brasileiro. A praia possui uma extensão de aproximadamente 400 metros.